# SMil Norge
SMil Norge är en rikstäckande partipolitiskt neutral intresseorganisation för sadomasochister i Norge. Det vill säga människor som är intresserad av dominans, underkastelse, bondage, smisk, sexuella rollspel, disciplin eller andra områden inom BDSM. Föreningen startade 1988 som en systerorganisation till SMil Danmark.
SMil Norge arbetar med att bekämpa fördomar knutna till BDSM i Norge, men är också en förening med sociala tillställningar. SMil Norge har ett medlemsblad som skickas ut fyra gånger om år.
För att bli medlem måste man fyllt 18 år, ha ett personligt intresse för BDSM och respektera föreningens stadgar.
Föreningen har lokalavdelningarna: SMil Oslo, Kinky Travels och SMil innlandet.